# Anosia bataviana
Anosia bataviana är en fjärilsart som beskrevs av Moore 1883. Anosia bataviana ingår i släktet Anosia och familjen praktfjärilar. Inga underarter finns listade i Catalogue of Life.